# Mediodactylus kotschyi
Mediodactylus kotschyi es una especie de geco del género Mediodactylus, familia Gekkonidae, orden Squamata. Fue descrita científicamente por Steindachner en 1870.

## Descripción
Es un lagarto delgado que crece hasta una longitud de unos 10 centímetros (4 pulgadas), incluida la cola. Las hembras son ligeramente más grandes que los machos. Las extremidades y la cola son delgadas y hay pequeños tubérculos en la espalda y la cola. El color es bastante variable y puede tener un fondo gris amarillento, marrón grisáceo, marrón oscuro o negro rojizo. La superficie dorsal está marcada con bandas transversales en forma de "W" de color más oscuro. Las partes inferiores pueden ser amarillentas o anaranjadas.

## Distribución
El gecko de Kotschy se distribuye principalmente a lo largo de las áreas costeras del mar Mediterráneo Oriental y el mar Negro. Es nativo de Ucrania (Península de Crimea), Bulgaria, Serbia, Macedonia del Norte, Albania, Grecia, Chipre, Turquía, Siria, Líbano, Jordania e Israel. También se puede encontrar en el sur de Italia (Apulia) y Hungría, donde probablemente se haya introducido.